# Unplugged (album của Eric Clapton)
Unplugged là album trực tiếp của Eric Clapton, được phát hành vào năm 1992. Album được thu âm từ buổi diễn hoàn toàn các nhạc cụ mộc MTV Unplugged, bao gồm những ca khúc nổi tiếng như "Tears in Heaven" hay bản phối lại acoustic cho ca khúc "Layla". Album thành công vang dội, giành được 3 giải Grammy của năm 1993 và bán được 26 triệu bản trên toàn thế giới, trở thành album trực tiếp bán chạy nhất mọi thời đại và là album bán chạy nhất sự nghiệp của Clapton.

## Danh sách ca khúc
| STT              | Nhan đề                                     | Sáng tác                                    | Thời lượng |
| ---------------- | ------------------------------------------- | ------------------------------------------- | ---------- |
| 1.               | "Signe"                                     | Eric Clapton                                | 3:13       |
| 2.               | "Before You Accuse Me"                      | Bo Diddley                                  | 3:44       |
| 3.               | "Hey Hey"                                   | Big Bill Broonzy                            | 3:16       |
| 4.               | "Tears in Heaven"                           | Eric Clapton, Will Jennings                 | 4:36       |
| 5.               | "Lonely Stranger"                           | Eric Clapton                                | 5:27       |
| 6.               | "Nobody Knows You When You're Down and Out" | Jimmy Cox                                   | 3:49       |
| 7.               | "Layla"                                     | Eric Clapton, Jim Gordon                    | 4:46       |
| 8.               | "Running on Faith"                          | Jerry Lynn Williams                         | 6:30       |
| 9.               | "Walkin' Blues"                             | Robert Johnson                              | 3:37       |
| 10.              | "Alberta"                                   | Dân ca, hòa âm bởi Huddie William Ledbetter | 3:42       |
| 11.              | "San Francisco Bay Blues"                   | Jesse Fuller                                | 3:24       |
| 12.              | "Malted Milk"                               | Robert Johnson                              | 3:36       |
| 13.              | "Old Love"                                  | Eric Clapton, Robert Cray                   | 7:54       |
| 14.              | "Rollin' and Tumblin'"                      | McKinley Morganfield                        | 4:11       |
| Tổng thời lượng: | Tổng thời lượng:                            | Tổng thời lượng:                            | 61:47      |

## Xếp hạng
| Bảng xếp hạng (1992–2015)            | Vị trí cao nhất |
| ------------------------------------ | --------------- |
| Argentina (CAPIF)                    | 3               |
| Album Úc (ARIA)                      | 1               |
| Album Áo (Ö3 Austria)                | 3               |
| Album Bỉ (Ultratop Vlaanderen)       | 107             |
| Album Bỉ (Ultratop Wallonie)         | 42              |
| Brasil (ABPD)                        | 2               |
| Canada (RPM)                         | 1               |
| Album Quốc tế Croatia (HDU)          | 33              |
| Album Cộng hòa Séc (ČNS IFPI)        | 45              |
| Album Hà Lan (Album Top 100)         | 1               |
| Pháp (SNEP)                          | 8               |
| Pháp Mid Price Albums (SNEP)         | 23              |
| Album Đức (Offizielle Top 100)       | 3               |
| Hy Lạp (IFPI)                        | 39              |
| Album Hungaria (MAHASZ)              | 23              |
| Album Ireland (IRMA)                 | 45              |
| Ý (FIMI)                             | 13              |
| Nhật Bản (Oricon)                    | 5               |
| Album New Zealand (RMNZ)             | 1               |
| Album Na Uy (VG-lista)               | 6               |
| Album Scotland (OCC)                 | 92              |
| Tây Ban Nha (PROMUSICAE)             | 2               |
| Album Thụy Điển (Sverigetopplistan)  | 3               |
| Album Thụy Sĩ (Schweizer Hitparade)  | 3               |
| Album Anh Quốc (OCC)                 | 2               |
| Anh Quốc Physical Albums (OCC)       | 32              |
| Album Hoa Kỳ Billboard 200           | 1               |
| Album Hoa Kỳ Top Catalog (Billboard) | 3               |

| Bảng xếp hạng (1992)               | Vị trí |
| ---------------------------------- | ------ |
| Australian Albums (ARIA)           | 45     |
| Austrian Albums (Ö3 Austria)       | 25     |
| French Albums (SNEP)               | 5      |
| German Albums (Media Control)      | 45     |
| Norwegian Albums (VG-lista)        | 53     |
| Swiss Albums (Schweizer Hitparade) | 25     |
| UK Albums (OCC)                    | 69     |
| US Billboard 200                   | 36     |

| Bảng xếp hạng (1993)               | Vị trí |
| ---------------------------------- | ------ |
| Australian Albums (ARIA)           | 2      |
| Austrian Albums (Ö3 Austria)       | 7      |
| Canada Top Albums/CDs (RPM)        | 1      |
| Dutch Albums (MegaCharts)          | 2      |
| German Albums (Media Control)      | 4      |
| Italian Albums (FIMI)              | 39     |
| Japanese Albums (Oricon)           | 39     |
| Norwegian Albums (VG-lista)        | 2      |
| Swiss Albums (Schweizer Hitparade) | 7      |
| UK Albums (OCC)                    | 23     |
| US Billboard 200                   | 3      |

| Bảng xếp hạng (1994)      | Vị trí |
| ------------------------- | ------ |
| Dutch Albums (MegaCharts) | 47     |

| Bảng xếp hạng (thập niên 1990) | Vị trí |
| ------------------------------ | ------ |
| Austrian Albums (Ö3 Austria)   | 20     |
| German Albums (Media Control)  | 28     |
| US Billboard 200               | 30     |